# 吉田兼煕
吉田 兼熈（よしだ かねひろ）は、南北朝時代から室町時代初期にかけての神祇官・吉田神社社務・公卿。卜部兼豊の子。官位は正三位・神祇大副、侍従。卜部氏17代・吉田家家祖。吉田卜部氏中興の祖とされる。

## 経歴
貞和4年（1348年）、卜部兼豊の子として誕生。
永和元年（1375年）、それまでの宿禰を改め朝臣の姓を賜った。
永和4年（1378年）、室町幕府3代将軍・足利義満が室町第に移ったことから、それまで名乗っていた室町を憚って、社務を務める吉田を家名とした。至徳3年（1386年）、それまでの父祖の官位の例（神祇伯の相当位階は従四位下）を超えて従三位に叙され、公卿に列せられた。明徳3年（1392年）には南北朝合一に向けての交渉（明徳の和約）にあたった。
応永9年（1402年）、薨去。

## 系譜
- 父：卜部兼豊
- 母：不詳
- 妻：不詳
  - 男子：吉田兼敦
  - 女子：定心院上臈
  - 男子：吉田兼村
  - 男子：吉田兼行
  - 男子：吉田兼富
  - 男子：吉田兼任